# Arctia mayeri
Arctia mayeri är en fjärilsart som beskrevs av Statt. 1934. Arctia mayeri ingår i släktet Arctia och familjen björnspinnare. Inga underarter finns listade i Catalogue of Life.